# شکسپیرز گلوب
شکسپیرز گلوب (انگلیسی: Shakespeare's Globe) یک سالن تئاتر در شهر لندن است. این سالن که در سال ۱۹۹۷ ساخته شده در منطقه سات‌ارک قرار دارد.

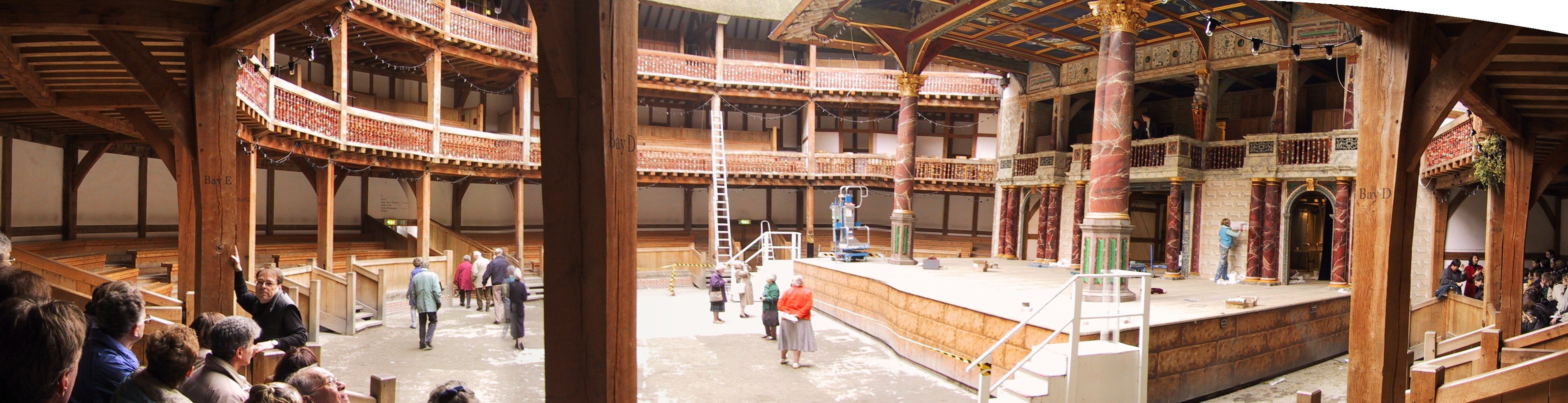